# Bohrův model atomu
Bohrův model atomu je model atomu, který vytvořil v roce 1913 dánský fyzik Niels Bohr. Bohrův model je následníkem Rutherfordova modelu atomu a předchůdcem kvantověmechanického modelu atomu. Hlavním přínosem Bohrova modelu je, že popisuje stabilní atom a že v případě atomu vodíku vysvětluje jeho spektrální čáry za předpokladu kvantování momentu hybnosti. Bohr za tento model atomu dostal v roce 1922 Nobelovu cenu za fyziku.

Bohrův model atomu

## Motivace k modelu
V roce 1911 uveřejnil Ernest Rutherford tzv. Rutherfordův model atomu, jehož základní myšlenkou je, že atom se skládá z velmi hmotného jádra a lehkých elektronů v obalu atomu. Rutherfordův model atomu sice velmi dobře vysvětlil výsledky experimentů prováděných při ostřelování velmi tenkých fólií, nicméně nic neříkal o spektroskopických vlastnostech atomu. Záhy bylo také ukázáno, že atomy by podle Rutherfordova modelu byly velmi nestabilní, což je v příkrém rozporu s naší zkušeností. Bohr se tedy v roce 1913 pokusil nalézt model atomu vodíku, který by byl stabilní a vysvětloval spektrum vodíku.

## Postuláty
Bohrův model atomu je postaven na těchto postulátech:
1. Elektrony se pohybují po kružnicových trajektoriích (hladinách), na nichž nevyzařují žádné elektromagnetické záření.
2. Při přechodu z jedné hladiny na druhou elektron vyzáří (pohltí) právě 1 foton.
3. Jsou dovoleny ty trajektorie, jejichž moment hybnosti L je nħ, kde n = 1, 2, 3, ...; a ħ je redukovaná Planckova konstanta.

## Důsledky Bohrova modelu
Veškeré stavy elektronu v Bohrově atomu vodíku lze popsat jediným kvantovým číslem {\displaystyle n}, které můžeme interpretovat jako číslo hladiny (počítáno vzestupně od 1).
Poloměr kružnicové dráhy n-té hladiny, po které se elektron pohybuje, je
{\displaystyle r(n)={\frac {4\pi \varepsilon _{0}\hbar ^{2}}{me^{2}}}\cdot n^{2},}
kde {\displaystyle m} je hmotnost elektronu, {\displaystyle e} je náboj elektronu, {\displaystyle \varepsilon _{0}} je permitivita vakua, {\displaystyle \hbar } je redukovaná Planckova konstanta.
Hodnota r(1) = 5,29×10−11 m se nazývá Bohrův poloměr vodíkového atomu.
Energie elektronu vázaného v atomu vodíku na n-té hladině je
{\displaystyle E(n)=-{\frac {me^{4}}{2(4\pi \varepsilon _{0})^{2}\hbar ^{2}}}\cdot {\frac {1}{n^{2}}}.}
Rychlost elektronu na n-té hladině jest
{\displaystyle v(n)={\frac {e^{2}}{4\pi \varepsilon _{0}\hbar }}\cdot {\frac {1}{n}}.}

## Experimentální ověření Bohrova modelu
Již v roce 1914 provedli James Franck a Gustav Ludwig Hertz tzv. Franck-Hertzův experiment, v němž nespektroskopicky prokázali existenci Bohrových energetických hladin. Fakt, že tento experiment byl vykonán a publikován již rok po uveřejnění Bohrova modelu, dopomohl k velmi rychlému přijetí tohoto modelu fyzikální obcí.

## Omezení Bohrova modelu
Bohrův model atomu velmi dobře popisuje atom vodíku a iontů mající v elektronovém obalu jen jeden elektron (He+, Li2+, Be3+ a B4+). U atomů mající více než jeden elektron předpovídá tento model spektrální čáry odporující experimentu. Z tohoto důvodu se často hovoří spíše o Bohrově modelu vodíku, než obecněji o Bohrově modelu atomu.
V případě atomu vodíku Bohrův model atomu předpovídá spektrum, které se od naměřených hodnot liší o 0,05 procenta. To je způsobeno tím, že model atomu považuje jádro za nehybné, a tedy tiše předpokládá, že jádro má nekonečnou hmotnost. Ve skutečnosti ale hmotnost jádra není nekonečná a jádro, stejně jako elektron v obalu atomu, rotuje kolem společného těžiště, byť je poloměr jeho rotace přibližně dvoutisíckrát menší než v případě elektronu.
I přesto, že Bohrův model atomu byl nahrazen přesnějším kvantově-mechanickým modelem atomu již za 12 let, byl důležitým mezikrokem k moderní kvantové mechanice. Po Planckově vyzařovacím zákonu a Einsteinově vysvětlení fotoelektrického jevu to byla třetí teorie, která ukázala nutnost kvantování fyzikálních veličin, především pak momentu hybnosti, jehož kvantování se zachovalo právě i v moderní kvantové mechanice.

## Odvození postulátů v historickém kontextu
Bohr při pokusu nalézt stabilní model atomu vodíku, který by vysvětloval spektrální čáry, ponechal poznatek Rutherfordova modelu o velmi hmotném jádře a soustředil se na atomový obal.
Byl vyzbrojen tehdejšími poznatky:
- Vysvětlením fotoelektrického jevu (1905), v němž Albert Einstein zavedl pojem fotonu a určil jeho energii vzorcem {\displaystyle E_{foton}=h\nu }, kde {\displaystyle h} je Planckova konstanta a {\displaystyle \nu } je frekvence záření.
- Rydbergovou formulí (1888), která umožňuje beze zbytku popsat celé spektrum vodíku. {\displaystyle {\frac {1}{\lambda }}=R_{\infty }\left({\frac {1}{n_{1}^{2}}}-{\frac {1}{n_{2}^{2}}}\right)}, kde {\displaystyle n_{1},n_{2}\in Z} a {\displaystyle R_{\infty }} je Rydbergova konstanta.

### 2. postulát (O vyzařování a pohlcování fotonu)
Pokud fotony, které lze pozorovat ve spektroskopických experimentech, vyzařuje elektron (a nikoliv jádro), pak ze zákona zachování energie bude foton mít energii rovnu rozdílu energie elektronu před vyzářením fotonu a po něm, tedy {\displaystyle E_{foton}=E_{e}(t_{1})-E_{e}(t_{0}).}
Použitím Rydbergovy formule a Einsteinova vzorce pro energii fotonu dostáváme
{\displaystyle E_{e}(t_{1})-E_{e}(t_{0})=E_{foton}=h\nu =hc{\frac {1}{\lambda }}=hcR_{\infty }\left({\frac {1}{n_{1}^{2}}}-{\frac {1}{n_{2}^{2}}}\right)=hcR_{\infty }{\frac {1}{n_{1}^{2}}}-hcR_{\infty }{\frac {1}{n_{2}^{2}}}.}
Protože na levé straně je rozdíl dvou energií a na pravé straně je rozdíl dvou členů (mající jednotku energie), nabízí se, že energii elektronu v atomu lze zapsat ve tvaru {\displaystyle E_{e}=hcR_{\infty }{\frac {1}{n^{2}}}=E_{max}{\frac {1}{n^{2}}},} kde {\displaystyle n} je celé číslo.
To by znamenalo, že energie elektronu v atomovém obalu vodíku nemůže nabývat libovolných hodnot, ale pouze diskrétních hodnot.

### 1. postulát (O kružnicových drahách)
Bohr, stejně jako před ním Rutherford, předpokládal, že interakce v atomu je výhradně elektrostatická a tedy, že vzájemná síla bude klesat s druhou mocninou vzdálenosti. Již Isaac Newton v případě gravitace, jejíž síla také klesá s druhou mocninou vzdálenosti, ukázal, že jediné možné stabilní dráhy, jsou kružnice nebo elipsy.
Stabilita v atomu lze popsat jako rovnováhu sil, tedy, aby se přitažlivá síla působící mezi jádrem a elektronem vykompenzovala s odstředivou silou působící na elektron, jež obíhá jádro. V nejjednodušším případě kružnicové dráhy to lze zapsat jako
{\displaystyle {\frac {e^{2}}{4\pi \varepsilon _{0}r^{2}}}=m{\frac {v^{2}}{r}}.}
Energie elektronu je dána součtem kinetické a elektrostatické potenciální energie:
{\displaystyle E_{e}=E_{kin}+E_{pot}={\frac {1}{2}}mv^{2}-{\frac {e^{2}}{4\pi \varepsilon _{0}r}}.}
Použitím předchozí rovnice dostáváme
{\displaystyle E_{e}={\frac {1}{2}}mv^{2}-{\frac {e^{2}}{4\pi \varepsilon _{0}r}}={\frac {1}{2}}mv^{2}-mv^{2}=-{\frac {1}{2}}mv^{2}.}
Vyjádřením rychlosti dostáváme {\displaystyle v={\sqrt {\frac {-2E_{e}}{m}}}} a s použitím {\displaystyle E_{e}=E_{max}{\frac {1}{n^{2}}}}, získáme
{\displaystyle v={\sqrt {\frac {-2E_{e}}{m}}}={\sqrt {\frac {-2E_{max}}{mn^{2}}}}={\frac {1}{n}}{\sqrt {\frac {-2E_{max}}{m}}}=v_{max}{\frac {1}{n}}.}
Obdobně lze odvodit vztah pro vzdálenost elektronu od jádra. Z rovnosti elektrické a odstředivé síly lze vyjádřit {\displaystyle r}. Dosazením vztahu pro rychlost dostáváme
{\displaystyle r={\frac {e^{2}}{4\pi \varepsilon _{0}mv^{2}}}={\frac {e^{2}}{4\pi \varepsilon _{0}mv_{max}^{2}}}\cdot n^{2}=r_{min}n^{2}.}
Dostáváme tedy, že elektron může obíhat po kružnicových drahách, přičemž vzdálenost elektronu od jádra nemůže být libovolná. Vyzáření nebo pohlcení fotonu způsobí, že elektron přeskočí na jinou kružnici (hladinu).

### 3. postulát (O kvantování momentu hybnosti)
Energie, rychlost i poloměr dráhy elektronu v elektronovém obalu atomu nemohou nabývat libovolné hodnoty a jsou diskrétní. Odvozené vztahy jsou
{\displaystyle E(n)=E_{max}\cdot {\frac {1}{n^{2}}},\ \ v(n)=v_{max}\cdot {\frac {1}{n}},\ \ r(n)=r_{min}\cdot n^{2}}.
Vzniká tedy otázka, pro jakou veličinu {\displaystyle q} je rozložení hodnot rovnoměrné, tedy ve tvaru {\displaystyle q(n)=q_{min}\cdot n.}
Veličina {\displaystyle q(n)=r(n)^{a}\cdot v(n)^{b}} lze vyjádřit jako
{\displaystyle q(n)=\left(r_{min}\cdot n^{2}\right)^{a}\cdot \left(v_{max}\cdot {\frac {1}{n}}\right)^{b}=r_{min}^{a}\cdot v_{max}^{b}\cdot n^{2a-b}=q_{min}\cdot n^{2a-b}.}
a rozměr této veličiny bude {\displaystyle m^{a}(m\cdot s^{-1})^{b}=m^{a+b}s^{-b}}.
Požadujeme-li, aby {\displaystyle q(n)=q_{min}\cdot n}, pak požadujeme {\displaystyle 2a-b=1}. Tehdy lze rozměr veličiny lze zapsat jako
{\displaystyle m^{a+b}\cdot s^{-b}=m^{a+2a-1}\cdot s^{1-2a}=m^{3a-1}\cdot s^{1-2a}}.
Postupným dosazováním hodnot {\displaystyle a} do předchozího vzorce dostáváme jednotky veličin, které lze zapsat ve tvaru {\displaystyle q(n)=q_{min}\cdot n.}.
Jsou to m−4·s3, m−1.s, m2·s−1, m5·s−3, atd. Protože pro veličiny se čtvrtou a vyšší mocninou délky nejsou názorné fyzikální veličiny, má smysl studovat pouze m−1.s a m2·s−1. První jednotka je jednotkou převrácené rychlosti, druhá je podílem momentu hybnosti a hmotnosti. Protože hmotnost není závislá na parametru {\displaystyle n}, lze říci, že moment hybnosti lze zapsat ve tvaru
{\displaystyle L(n)=L_{min}\cdot n}.
Třetí postulát je tedy z historického pohledu důsledkem požadavků, aby nový model atomu vodíku byl stabilní a uměl vysvětlit čárové spektrum vodíku.